# 摩登大聖 (動畫)
《摩登大聖》（英語：The Mask: The Animated Series）是同名漫画及电影作品《變相怪傑》的TV动画版。1995年8月12日开始至1997年8月30日由美国的哥伦比亚广播电视台首播。全55集。也是当年在台灣的卡通频道（Cartoon Network）所热播的动画片之一。

## 故事内容
史丹利·伊普奇斯原本只是一个平凡的银行职员，与宠物狗阿洛相伴住在一个单身公寓里。在一次意外的机会中，他获得了一面神奇的面具，因此而改变了他的一生。只要史丹利带着这个面具，他就会变身为一个有着绿色脸蛋的怪奇人物—摩登大圣，便把他自身潜在的捣蛋性格发挥极致。这个绿脸怪人全身上下每个部位都能变化自如，面对敌人毫不惧色，屡屡将对手捉弄得哭笑不得，焦头烂额。史丹利依靠这面具的力量，保卫着自己所在的城市，打击犯罪，惩治那些无恶不作的邪恶暴徒们。

## 登场角色
史丹利·伊普奇斯（Stanley Ipkiss）
配音：伊恩·齐林（美國）；于正昇（台灣）
一个拥有温和友善性格的普通银行职员。一副老好人的形象，时常身着水蓝色的制服。只要他戴上神秘的面具就能变成古怪精灵的摩登大圣。最喜欢干一些把别人的内裤扯到别人头上等趣味性的恶作剧，但他的种种搞怪行为都是为和平与正义而行使。
阿洛（Milo）
配音：弗兰克·维尔克（美國）
史丹利所喂养的宠物狗。也是史丹利的好帮手。
佩琪（Peggy）
配音：海蒂·香农（美國）
一个新闻女记者。唯一知道史丹利是摩登大圣的人，最爱为摩登大圣作头条新闻来增加自身的知名度。
查理（Charlie）
配音：马克·L·泰勒（美國）；魏伯勤（台灣）
史丹利的同事。

## 各集标题
1. 红眉怪博士 (上) - The Mask Is Always Greener on the Other Side (Part 1)
2. 红眉怪博士 (下) - The Mask Is Always Greener on the Other Side (Part 2)
3. 姐妹面具 - Sister Mask
4. 影子偷魔 - Shadow of a Skillit
5. 破坏两人组 - The Terrible Twos
6. 摩登宝贝 - Baby's Wild Ride